# Ihor Nykyforuk
Ihor Iwanowycz Nykyforuk (ukr. Ігор Іванович Никифорук; ur. 2 października 1999) – ukraiński zapaśnik startujący w stylu wolnym. Zajął 24. miejsce na mistrzostwach świata w 2023 roku. 
Brązowy medalista mistrzostw Europy w 2021 i 2023. Dziewiąty w indywidualnym Pucharze Świata w 2020. Trzeci na ME juniorów w 2018 i na MŚ U-23 w 2019 roku.